# Collonges-et-Premières
Collonges-et-Premières è un comune francese di nuova costituzione nel dipartimento Côte-d'Or, regione Borgogna-Franca Contea. In data 28 febbraio 2019 è stato costituito unendo i due comuni di Collonges-lès-Premières e Premières, che ne sono diventati comuni delegati.